# Abu-Tàlib ibn Abd-al-Múttalib
|  | Per a altres significats, vegeu «Abu Talib Khan». |

Abu-Tàlib Abd-Manaf ibn Abd-al-Múttalib ibn Hàixim —àrab: أبو طالب عبد مناف بن عبدالمطلب بن هاشم, Abū Ṭālib ʿAbd Manāf ibn ʿAbd al-Muṭṭalib ibn Hāxim—, més conegut com a Abu-Tàlib o Abu-Tàlib ibn Abd-al-Múttalib, fou el cap del clan dels Banu Hàixim, oncle del profeta Muhàmmad i pare d'Alí ibn Abi-Tàlib, quarta califa i primer imam xiïta.
Era fill d'Abd-al-Múttalib ibn Hàixim i de Fàtima bint Amr (dels Makhzum) i germà del pare de Mahoma, Abd-Al·lah. Se suposa que va heretar del seu pare dos oficis lucratius: el de siqaya (aprovisionament dels peregrins d'aigua) i el de la rifada (aprovisionament dels peregrins de queviures), però és possible que en realitat inicialment aquestos oficis fossin del seu germà az-Zubayr, que per un temps fou el cap dels Banu Hàixim. Va haver de vendre els oficis al seu germà consanguini al-Abbàs ibn Abd-al-Múttalib, per poder pagar un deute; després va agafar la direcció dels Banu Hàixim.
Quan va morir el seu pare Abd-al-Múttalib es va fer càrrec de Mahoma, que estava sota la seva custòdia. La seva protecció a Mahoma li va costar l'enemistat i el boicot d'altres clans. Va morir el 619 i com a cap de clan el va succeir probablement son germà consanguini Abu-Làhab ibn Abd-al-Múttalib. Dels seus fills, Alí i Jàfar foren musulmans i Tàlib va combatre a Mahoma en la batalla de Badr. Algunes tradicions diuen que es va convertir abans de morir però probablement són tradicions tardanes de poca credibilitat.